# Chains (sång)
Chains komponerades av Brill Building som bestod av det gifta paret och låtskrivarduo Gerry Goffin och Carole King och fick en mindre hit för Little Evas backing singers, The Cookies (# 17 US), och senare spelade The Beatles in en cover på samma låt.